# Павловский (Волгоград)
Павловский — упразднённый хутор, входивший в состав городского округа город-герой Волгоград Волгоградской области. В 2010 году включен в состав Кировского района города Волгограда.

## География
Располагался на волжском острове Сарпинском. Расстояние до волостного села Отрады составляло 7 верст.

## История
До революции относился к Отрадинской волости Царицынского уезда Саратовской губернии.
До марта 2010 года входил в состав Сарпинского сельсовета, подчинённого администрации Красноармейского района Волгограда. В марте 2010 года сельсовет и входящие в его состав населённые пункты были ликвидированы, при этом населённые пункты включены в состав Кировского района города.

## Население
По сведениям волостного правления 1894 года, на хуторе проживало 2 человека в одном дворе.
По результатам переписи 2002 года на хуторе проживало 89 человек, 96% из которых отнесли себя к русским.